# Ophiozonella longispina
Ophiozonella longispina is een slangster uit de familie Ophiolepididae.
De wetenschappelijke naam van de soort werd in 1908 gepubliceerd door Hubert Lyman Clark.